# Libby (Montana)
Libby város az USA Montana államában, Lincoln megyében, melynek megyeszékhelye is. Lakosainak száma 2775 fő (2020. április 1.).

## Népesség
A település népességének változása:

| 2010 | 2 628 |
| 2020 | 2 775 |